# Ley chiita del estado personal
La Ley del estatuto personal de los chiitas, también conocida como la Ley de la familia chiíta, es una ley de Afganistán, que fue aprobado en febrero de 2009 por el presidente afgano Hamid Karzai y el parlamento. Ha tenido una gran relevancia mediática y que legisla parte de las relaciones sexuales entre marido y mujer entre otras. El Fondo de Desarrollo de las Naciones Unidas para la Mujer, OTAN, Canadá, Estados Unidos, Alemania y otros países se han presentado solicitando una revisión de la ley ya que se cree que oprime a las mujeres chiíes, eliminando muchos de sus derechos en una relación matrimonial. Lo más polémico, es el artículo 132 que especifica que se obliga a las mujeres chiitas a tener relaciones sexualmente con marido, al menos una vez cada cuatro días, excepto en caso de enfermedad, en lo que ha sido descrito como la violación conyugal.
La ley sólo afecta a las mujeres chiitas de Afganistán, aproximadamente seis millones de personas. Los problemas familiares habían sido previamente decidido por el derecho consuetudinario, lo que se considera una mejora respecto a los asuntos anteriores. Algunos políticos afganos sienten que protege a las mujeres que son más débiles que los hombres. Funcionarios chiitas afirman que la nueva ley preserva las diferencias inherentes entre los chiitas y sunitas de Afganistán.

## Política
El borrador original, patrocinado por el clérigo chiita de alto rango Asif Mohseni, fue enviado al parlamento en 2006, donde permaneció durante casi 3 años. Después de algunas modificaciones, el proyecto de ley fue aprobado por la cámara baja de la cámara baja del Parlamento afgano el 7 de febrero de 2009, y luego en la cámara alta más tarde ese mismo mes.
En respuesta a las críticas internacionales, Hamid Karzai dijo que "Entendemos las preocupaciones de nuestros aliados en la comunidad internacional ... Si hay algo que nos preocupe, entonces definitivamente tomaremos medidas en consulta con nuestros religiosos clérigos y enviarlo de vuelta al parlamento".
El senador Humeira Namati afirmó que la legislación no fue debatida ni leída en la Cámara Alta. Fue enviada directamente a la Corte Suprema.
Las elecciones presidenciales de 2009 fueron en agosto, y la Corte Suprema de Afganistán aprobó que Karzai pudiera permanecer en el poder por un lapso mayor. Fue después de esta sanción que se materializó la Ley chiita del estado personal.
"Se trata de votos. Karzai tiene prisa por apaciguar a los chiítas porque las elecciones están en camino". Shinkai Karokhail, una parlamentaria, dijo: "Hay opiniones moderadas entre los chiítas, pero desafortunadamente nuestros parlamentarios, las personas que redactan las leyes, dependen de los extremistas".
"Debido a la sensibilidad de esta ley y la presión de algunos legisladores chiítas, fue aprobada por el parlamento como un paquete, no artículo por artículo, que es el procedimiento para todos los demás proyectos de ley", dijo Sabrina Saqeb, una diputada.
Los críticos del proyecto de ley sienten que fue aprobado para apaciguar a los clérigos chiitas y fundamentalistas del Islam.
Los grupos de derechos humanos y la Oficina del Alto Comisionado de las Naciones Unidas para los Derechos Humanos declararon que evidentemente se ha sancionado una ley que legaliza la violación dentro del matrimonio.
Internacionalmente, hubo oposición a la legislación que recordaba al régimen talibán. Los talibanes fueron la autoridad gobernante en Afganistán entre 1996 y 2001. Durante ese período, las leyes talibanes prohibieron a las mujeres trabajar y asistir a la escuela, las mujeres tenían que estar completamente ocultas por un burka y no podían estar en lugares públicos sin un hombre, miembro de la familia que las acompañe. "Esta ley no es algo que Karzai deba firmar porque debe haber un acuerdo mutuo dentro de un matrimonio, pero lo que los occidentales deben darse cuenta es que es mucho mejor para nosotros de lo que era antes en la era de los talibanes, se portaron tan mal con nosotros", dijo Shapera Azzizulah.

## Reacción Internacional
"El gobierno de Afganistán debe cumplir con los acuerdos internacionales que ha celebrado voluntariamente", dijo John Hutton, Secretario de Defensa británico.
"Estamos profundamente preocupados por eso, y no creo que estemos solos de ninguna manera. Avanzar en los derechos humanos de las mujeres es un componente importante del compromiso internacional en Afganistán. Es un cambio significativo que queremos ver desde Los viejos tiempos de los talibanes", dijo Stephen Harper, primer ministro de Canadá" Creo que el presidente Karzai y los otros actores que pueden estar apoyando esta política se encontrarán bajo una presión considerable".
"Creo que esta ley es aborrecible" dijo Barack Obama, Presidente de los Estados Unidos. “Ciertamente, los puntos de vista de la administración han sido y serán comunicados al gobierno de Karzai. Y creemos que es muy importante para nosotros ser sensibles a la cultura local, pero también creemos que hay ciertos principios básicos que todas las naciones deben defender, y el respeto a las mujeres y el respeto a su libertad e integridad es un principio importante" dijo Navi Pillay, Alto Comisionado de las Naciones Unidas para los Derechos Humanos.
“La ley es otra indicación clara de que la situación de los derechos humanos en Afganistán está empeorando, no mejorando. El respeto por los derechos de las mujeres, y los derechos humanos en general, es de suma importancia para la seguridad y el desarrollo futuros de Afganistán. Esta ley es un gran paso en la dirección equivocada", dijo Pillay.
"Instamos al presidente Karzai a revisar el estado legal de la ley para corregir las disposiciones de la ley que ... limitan o restringen los derechos de las mujeres", dijo el portavoz del gobierno de Estados Unidos. "La ley legaliza la violación de una esposa por parte de su esposo ... La ley viola los derechos de las mujeres y los derechos humanos de numerosas maneras". Fueron las declaraciones del Fondo de Desarrollo de las Naciones Unidas para la Mujer (UNIFEM).

## Conferencia internacional sobre Afganistán
A finales de marzo de 2009 se celebró una conferencia internacional en La Haya sobre Afganistán. La conferencia, denominada "Una estrategia integral en un contexto regional", comenzó el 31 de marzo de 2009.
"Estoy seguro de que la conferencia dará una señal política clara que permitirá construir un Afganistán libre y próspero", dijo Jan Peter Balkenende, primer ministro de los Países Bajos.

## Protestas
Una protesta salió a la calle en Kabul, la capital de Afganistán, en abril de 2009. Cerca de 200 mujeres manifestantes llegaron a la protesta después de que muchas esposas fueron retenidas y no se les permitió el acceso al transporte público. Entre 800 y 1000 contramanifestantes inundaron la protesta de las mujeres, que eran partidarios de Asif Mohseni. The protesters included Afghan member of Parliament Sabrina Saqeb. Cuando la protesta llegó a los terrenos parlamentarios, se presentó una petición firmada.

## Enmienda

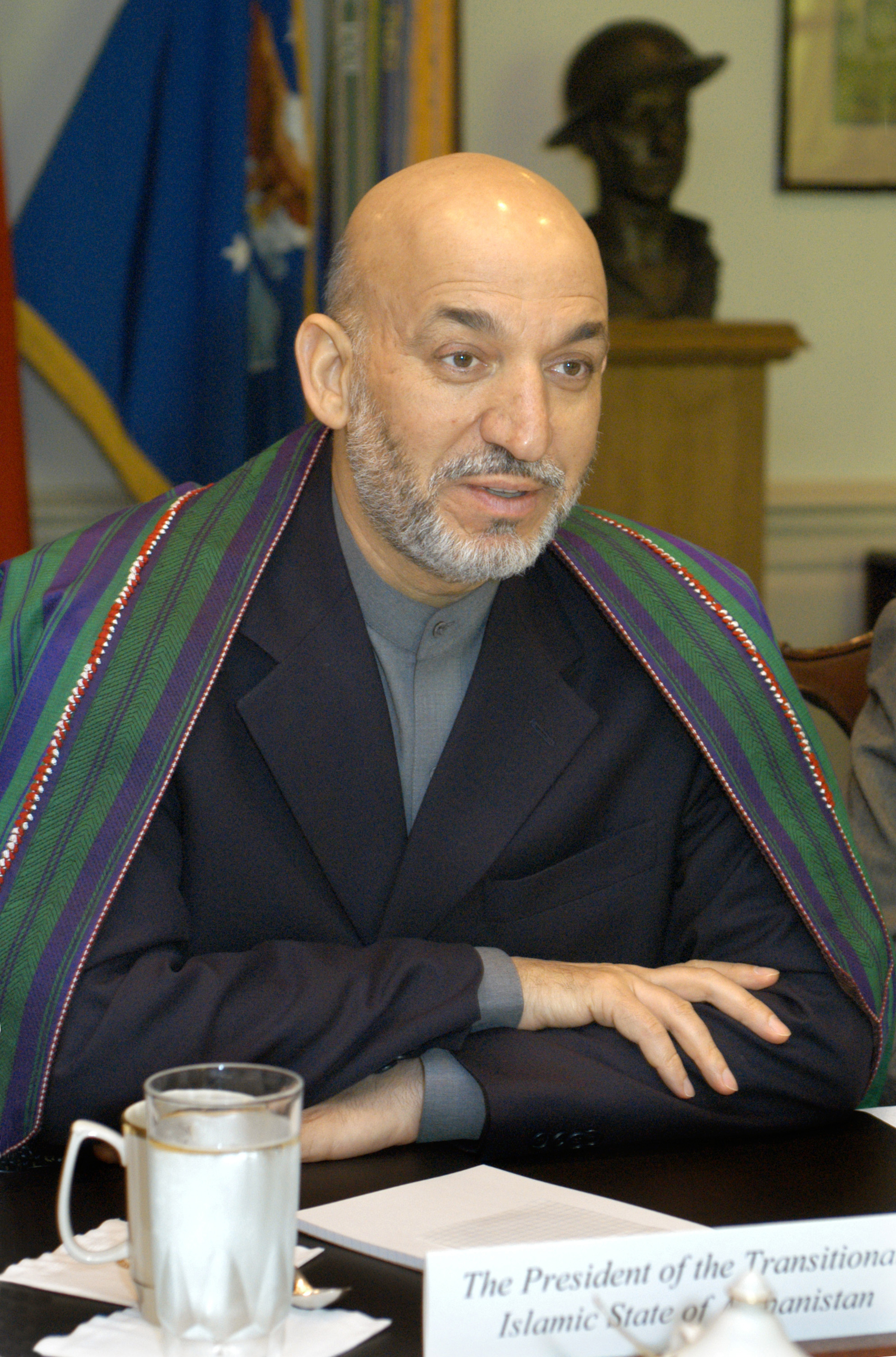
Presidente de Afganistán Hamid Karzai

El 7 de abril de 2009, Karzai prometió cambiar la ley si se determina que va en contra de la Constitución de Afganistán o  la Sharia (ley islámica). La ley ha sido presentada ante el ministro de Justicia y los principales líderes religiosos. "Ya hemos iniciado procedimientos para corregir, si hay algo preocupante, que debería cambiarse", dijo Karzai. "Si hay algún artículo en la ley que no esté de acuerdo con la constitución afgana... debería ser corregido en consulta con nuestro clero, de acuerdo con la constitución y nuestra Shariah islámica". “Entendemos las preocupaciones de nuestros aliados en la comunidad internacional. Esas preocupaciones pueden deberse a una traducción inapropiada o no tan buena de la ley o a una interpretación errónea de esto", dijo Karzai, "Si hay algo que nos preocupe, entonces definitivamente tomaremos medidas en consulta con nuestro ulema (clérigos mayores) y enviarlo de vuelta al parlamento. Esto es algo de lo que hablamos en serio".
El tercer artículo de la constitución establece que ninguna ley transgredirá contra la Libertad de religión en Afganistán que rige en el país. La constitución establece un mandato en el artículo siete que la República Islámica deberá cumplir con la Declaración Universal de Derechos Humanos y otros tratados y convenios internacionales que seamos signatarios. Según el artículo 22 de la constitución de Afganistán se reconoce la igualdad entre los sexos.
"Es un proceso complicado, y llevará mucho tiempo revisar cada línea de los 250 artículos de la ley. Consideraremos las preocupaciones de todos y nos aseguraremos de que la ley cumpla con los estándares de derechos humanos", dijo Mohammad Qasim Hashimzai, exministro de Justicia.
El clero chiita defendió la nueva ley y consideró que la comunidad internacional ha malinterpretado la legislación.
Se modificó una copia del proyecto de ley original. La edad del matrimonio para las mujeres ha cambiado de nueve años a dieciséis. La edad a la que una madre puede mantener la custodia de su hija después de un divorcio aumentó de siete a nueve años.  Politicians in the lower house of Parliament was able to remove the law's stipulation for temporary marriages. Otra enmienda del primer borrador fue que una mujer podía salir de la casa sin un pariente acompañante si iba a ir al trabajo, a la escuela o para recibir tratamiento médico. Agencia Canadiense de Desarrollo Internacional  proporcionó fondos a la organización de Derechos y Democracia que asesora a Afganistán en el desarrollo de nuevas leyes familiares. Algunos aspectos de la ley que el personal pensó que serían derogados fueron el matrimonio de niñas de hasta nueve años con hombres y que las esposas no necesitaban el permiso del hombre para trabajar.